# Garrett Jones
Garrett Thomas Jones (né le 21 juin 1981 à Harvey, Illinois, États-Unis) est un joueur de premier but et voltigeur de baseball.
En 2016, il fait partie des Yomiuri Giants de la Ligue centrale du Japon. Il joue dans la Ligue majeure de baseball de 2007 à 2015.

## Carrière

### Twins du Minnesota
Après des études secondaires à l'Andrew High School de Tinley Park (Illinois), Garrett Jones est repêché le 2 juin 1999 par les Braves d'Atlanta au 14e tour de sélection. Il signe son premier contrat professionnel le 18 juin 1999. 
Encore joueur de Ligues mineures, Jones est libéré de son contrat chez les Braves le 21 mai 2002. Il rejoint alors l'organisation des Twins du Minnesota, chez laquelle il s'engage le 24 mai 2002.
Il fait ses débuts en Ligue majeure le 15 mai 2007 mais doit se contenter de jouer en Triple-A en 2008. 

### Pirates de Pittsburgh

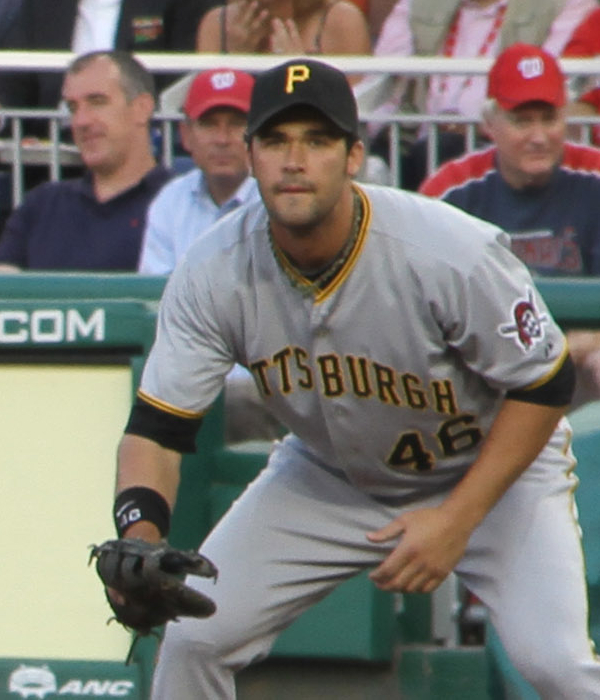
Garrett Jones en 2010 avec les Pirates de Pittsburgh.

#### Saison 2009
Devenu agent libre à l'issue de la saison 2008, Jones signe chez les Pirates de Pittsburgh le 16 décembre 2008. Il réalise une bonne saison en 2009 avec 21 circuits, 44 points produits en 82 matchs et une moyenne au bâton de ,293. Il termine septième du vote désignant la meilleure recrue de l'année en Ligue nationale. 

#### Saison 2010
Jouant une saison complète en 2010, il apparaît dans 158 matchs des Pirates mais sa moyenne au bâton (,247) est en baisse. Il égale son total de 21 circuits obtenu la saison précédente et réussit un nouveau sommet en carrière de 86 points produits. Il est le meneur des Pirates dans ces deux dernières catégories et son nombre de coups sûrs (146) est le 2e plus haut total de l'équipe après les 163 d'Andrew McCutchen.
Titulaire dans le champ droit en début de saison 2010, Jones s'installe à partir du 13 juin au poste de premier but. 

#### Saison 2011
En 2011, Jones frappe 16 circuits et produit 58 points en 148 matchs joués. Il évolue majoritairement au champ extérieur, tout en s'installant au premier but pour une trentaine de parties.

#### Saison 2012
Jones partage 2012 entre les postes de voltigeur et de joueur de premier but. Il hausse sa moyenne au bâton à ,274 en 145 matchs joués. Il établit son record personnel de coups de circuit avec 27 et égale son meilleur total de points produits (86) établi deux saisons plus tôt.

#### Saison 2013

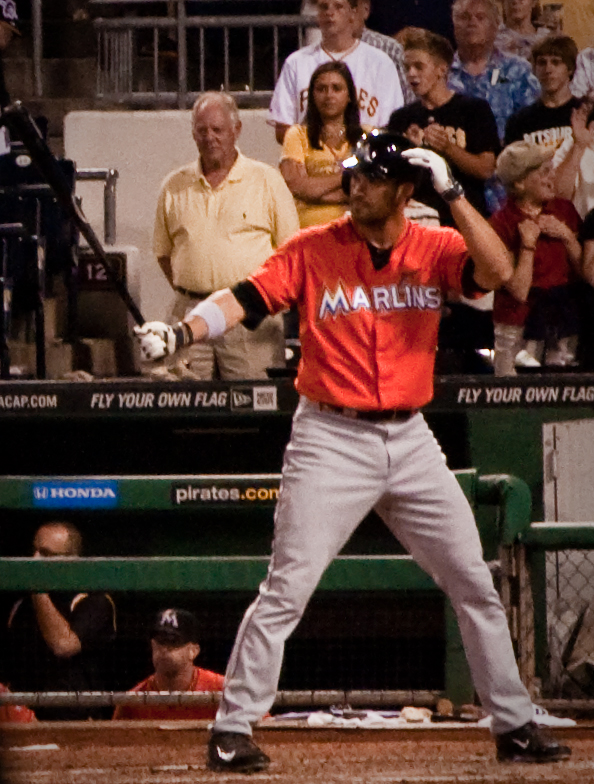
Garrett Jones en 2015 avec les Marlins de Miami.

En 2013, Jones évolue principalement au premier coussin pour Pittsburgh et entre en jeu dans 144 rencontres. Malgré la belle saison des Pirates, il est l'un des joueurs décevants du club en attaque avec une moyenne au bâton de ,233 et son plus bas total de circuits (15) en une année. En fin de campagne, son temps de jeu est limité et il est presque exclusivement utilisé comme frappeur suppléant après l'acquisition par les Pirates d'un nouveau joueur de premier but, Justin Morneau. Il n'obtient que deux passages au bâton, sans frapper de coup sûr, dans les séries éliminatoires contre les Cardinals de Saint-Louis.

### Marlins de Miami
Le 9 décembre 2013, Garrett Jones accepte un contrat de deux saisons avec les Marlins de Miami. Principalement aligné au premier but pour les Marlins en 2014, il dispute 146 matchs et maintient une moyenne au bâton de ,246 avec 15 circuits et 53 points produits.

### Yankees de New York
Le 19 décembre 2014, Miami échange Jones et les lanceurs droitiers Nathan Eovaldi et Domingo German aux Yankees de New York contre le joueur de troisième but Martín Prado et le lanceur droitier David Phelps.

### Japon
En décembre 2015, Jones signe un contrat d'un an pour jouer la saison 2016 au Japon avec les Yomiuri Giants de la Ligue centrale.

## Statistiques
| Saison | Équipe     | G   | AB  | R   | H   | 2B | 3B | HR | RBI | SB | BA   |
| ------ | ---------- | --- | --- | --- | --- | -- | -- | -- | --- | -- | ---- |
| 2007   | Minnesota  | 31  | 77  | 7   | 16  | 2  | 1  | 2  | 5   | 1  | .208 |
| 2009   | Pittsburgh | 82  | 314 | 45  | 92  | 21 | 1  | 21 | 44  | 10 | .293 |
| 2010   | Pittsburgh | 158 | 592 | 64  | 146 | 34 | 1  | 21 | 86  | 7  | .247 |
| Totaux | Totaux     | 271 | 983 | 116 | 254 | 57 | 3  | 44 | 135 | 18 | .258 |

Note : G = Matches joués ; AB = Passages au bâton; R = Points ; H = Coups sûrs ; 2B = Doubles ; 3B = Triples ; 
HR = Coup de circuit ; RBI = Points produits ; SB = Buts volés ; BA = Moyenne au bâton.